# Malta (New York)
Malta è un comune degli Stati Uniti d'America, situato nello stato di New York, nella contea di Saratoga.